# ドクター・スリープ
『ドクター・スリープ』（原題：Doctor Sleep）は、スティーヴン・キング原作のホラー小説。2013年発表。「シャイニング」の40年後を描いた続編。2013年ブラム・ストーカー賞小説部門受賞。邦訳は2015年に文春文庫より出版（白石朗・訳）。2019年に映画化。

## あらすじ
前作「シャイニング」での事件後、母ウェンディが怪我から徐々に回復していく中、ダニー・トランスの心理的なトラウマは残り続けている。217号室の腐敗したマッシー夫人の亡霊も含めたオーバールックホテルの亡霊は尚もダニーにまとわりついており、いつか彼の能力「かがやき（シャイニング）」を貪ろうとしている。オーバールックホテルのシェフであったディック・ハローランはダニーに対し、以前のホテルのオーナーであるホレース・ダーウェントの霊も含めたホテルの亡霊達を、ダニーの心にある虚構の箱に封印するよう伝える。
その後成人したダン（ダニー）は、父の短気な性格を受け継ぎ、シャイニングがもたらす幻覚から逃れる為にアルコールに溺れていた。アメリカ各地を放蕩していたが、最終的にニューハンプシャー州に定住しアルコールを断つことを決断する。小さな町であるフレイジャーに住み、ホスピス「リヴィングトン館」で働き、アルコール中毒者支援団体「無名のアルコール依存者たち（アルコホーリクス・アノニマス、AA）」に参加する。長年に渡りアルコールの力で抑えられていたシャイニングが再度目覚め、それをもって死の縁にある患者を慰めていく。死に向かっている患者を感じることができる猫アジーの助けもあり、ダンは「ドクター・スリープ」と呼ばれるようになる。
一方、2001年に誕生した少女アブラ・ストーンは、アメリカ同時多発テロ事件を予見するなどして、自身のシャイニングを発現し始める。徐々に無意識のうちにダンとテレパシーで交信を始めるが、成長するに従って意識的かつ自発的なものとなり、やがて彼女のシャイニングはダンのものよりも強力になる。ある夜、アブラはその能力により、半不老不死のカルト集団「真結族（トゥルー・ノット）」による少年への拷問虐殺の儀式の目撃者となる。彼らはそれぞれが自身の能力を持っており、シャイニングの能力を持った少年少女が苦痛を伴って死んだ際に抽出される命気（スチーム）を求めて、アメリカ全土を彷徨い、定期的に命気を貪っていた。真結族のリーダーであるローズ・ザ・ハットはかつてないほどの命気を持つアブラの存在に気づき、その命気を渇望するが命気が熟するのを待つ。
2013年になって真結族は彼らの犠牲者の少年から感染した麻疹により死者が発生し始め、アブラの命気に含まれる予防接種による免疫が麻疹を完治させると考え、アブラの拉致を企てる。それを知ったアブラから助けを求められたダンは、アブラの父デイヴィッドや懇意の小児科医ジョン・ドルトンに対して二人の関係を明らかにする。始めは怒りをあらわにし懐疑的であったデイヴィッドであったが、徐々にダンを信じるようになり、アブラを守るため計画への参加に同意する。ダンの友人であり弱いシャイニングをもつビリー・フリーマンの協力も得る。そしてアブラを拉致しにやって来た真結族のクロウ・ダディ率いる一団を迎え撃って全員の殺害に成功する。しかし、ダンはローズが容赦なくアブラを復讐のため追跡してくることを悟る。ダンはアブラの曽祖母であり癌のため死の瀬戸際にいるコンチェッタを訪れ、テレパシーによってダンとアブラの母が異母兄弟であることを知る。そしてコンチェッタが亡くなると、彼女の病に冒された生気を自身に取り込む。一方真結族では、ローズがアブラに執着していることに加えて内部の階級対立が発生したことによりグループは分断され、ローズに従うメンバーは激減した。
その後アブラはローズを、コロラド州ロッキー山脈内の、現在真結族のキャンプ地となっており、かつてオーバールックホテルが建っていた場所へおびき寄せる。ダンとビリーは直接現場へ向かい、アブラは肉体から分離させた精神を送ることで二人に助力する。ダンはコンチェッタから得た命気を放出し真結族の残党の殺害に成功する。そしてダンとアブラを待ち伏せしていたサイレント・セイリーに対してはホテルの亡霊を解放することによって殺害する。二人はローズと念能力で対決する。父ジャックの亡霊やビリーの協力を受け、ダンはローズを展望台から突き落とし殺害する。キャンプ地を離れる前に、ダンは父が自身に別れを告げるのを目にし、遂に平穏を手にしたことに気づく。
その後、ダンは断酒15年を祝い、アブラの15歳の誕生日会に出席する。アブラにアルコール中毒の症状や家族に働いた暴力的態度についての過去を打ち明け、飲酒や怒りに服従することによって過ちを繰り返さないよう警告する。アブラは節度を保つことを約束するが二人の会話が終わる前にホスピスから連絡が入り、ダンはかつて対立していた瀕死の同僚を見送るためにホスピスへと向かう。

## 登場人物
ダン（ダニー）・トランス
主人公。「かがやき（シャイニング）」を持つ。
オーバールックホテルの幻影から逃れるためにアルコールに溺れ各地を放蕩する。しかしフレイジャーで再起を決意してホスピス「リヴィングトン館」の職員となり、アルコール中毒者支援団体「AA」に加入して酒を断つ。シャイニングの力を使って死の縁に立った患者を慰めることで「ドクター・スリープ」と呼ばれるようになる。
シャイニングを通じて早期からアブラと接触し交流していた。その後真結族に目をつけられたアブラに助けを求められ、真結族との対決を決意する。
アブラ・ストーン
きわめて強力なシャイニングを持つ少女。フレイジャーから近いアニストンに住む。幼少期の頃からシャイニングを通じてダンに接触していた。
しかし真結族の犯行現場を目撃したために存在が知られ、やがて彼らに狙わたために、ダンに助けを求めて真結族と対決する。
デイヴィッド・ストーン
アブラの父。大学教授。
ダンとジョンと娘から真結族の件を知らされ、彼らに協力する。
ルーシー・ストーン
アブラの母。
コンチェッタ・レナルズ
アブラの母方の曽祖母。著名な詩人。
ビリー・フリーマン
「ティーニータウン」を走る機関車「ヘレン・リヴィングトン号」の運転手の老人。ダンの友人で弱いシャイニングを持つ。
ダンからアブラと真結族の件を聞かされ彼に協力する。
ケイシー・キングズリー
ビリーの上司。フレイジャーにやって来たダンをAAに加入させ、以降も彼の助言者となる。
ジョン・ドルトン
ストーン家のかかりつけの小児科医。AAにも参加しておりダンとも面識をもつ。デイヴィッドとルーシーの告白によりアブラのシャイニングを認識していた。
ダンからアブラと真結族の件を聞かされ彼に協力する。
アジー
リヴィングトン館に居つく猫。
ディック・ハローラン
シャイニングを持つ老人。オーバールックホテルの元シェフ。
ローズ・ザ・ハット
真結族のリーダー。シルクハットを被った美女。
莫大な命気を持つアブラを執拗に狙う。
クロウ・ダディ
ローズのパートナー。有能なサブリーダーだが、長期的な計画立案に向かない。
バリー・ザ・チンク、トークン・チャーリー
シャイニングの探知能力を持つ。
グランパ・フリック
真結族の長老。麻疹によって最初に死亡する。
スネークバイト・アンディ
催眠能力を持つ。
サイレント・セイリー
アンディの恋人。

## 製作背景
キングは、著作『アンダー・ザ・ドーム』のプロモーション・ツアー中である2009年11月19日に、『シャイニング』の続編を描く考えを示した。オンタリオ州トロントにあるキャノン・シアターで映画監督デヴィッド・クローネンバーグが司会を務める中、キングは続編について、前作のキャラクターを踏襲し、ニューハンプシャー州でホスピスの従業員となり、死期が近い患者に対して超能力で援助する40代のダニー・トランスが主人公となることを明かした。
2009年12月1日、キングは公式サイトにて、次の作品として、『ドクター・スリープ』か「ダークタワーシリーズの続編」のいずれを書き上げるべきか、訪問者に対してアンケートを行った。同年12月31日に投票は終了し、『ドクター・スリープ』が5,861票を獲得し、ダークタワーシリーズの続編『The Dark Tower: The Wind Through the Keyhole』の5,812票を上回った。しかし結果的には、ドクター・スリープが後発作品となった。
2011年9月23日、キングはバージニア州フェアファックスのジョージ・メイソン大学にてメイソン賞を受賞した際に、『ドクター・スリープ』のあらすじを語っている。その後、2011年11月上旬に、初稿を書き終えた。2012年2月19日には、ジョージア州サバンナで行われたサバンナ・ブック・フェスティバルにおいて、キングが第一章を朗読した。また、2012年4月24日に発売されたオーディオブック版の『The Dark Tower: The Wind Through the Keyhole』には、『ドクター・スリープ』の序章が収録された。
『エンターテイメント・ウィークリー』によるインタビューの中で、キングは『シャイニング』と『ドクター・スリープ』の間の継続性について取り組むために、キング自身の研究者であるロッキー・ウッドを雇ったことを明らかにした。
この作品のストーリーは、死期が近づいている患者を予見する猫オスカーに影響を受けている。キングは「自分自身のことを考えた。「このストーリーを書きたいと。」そしてホスピスで働く大人になったダニー・トランスとの繋がりを作った。それが全てであり、それで私はこの本を書こうと考えた。この猫は物語に必要であった。物語が進むためには二つとも必要であった。まるで猫がトランスミッションであり、ダニーがモーターであるように」と語っている。

## 出版
2012年5月8日、キングの公式サイトでは『ドクター・スリープ』の暫定的な発売日が2013年1月15日と発表され、同日に予約注文の受付を開始した。しかし、次の日に発売日は未定となり、予約特典は取り消された。キングは現時点での草稿に満足しておらず、多くの編集が必要であると感じていた。2012年9月18日、発売日が2013年9月24日と発表された。
出版社Cemetery Danceは、三種類の限定版も発売した。1750部限定のギフトエディション、700部限定のリミッテッド・エディション、52部限定のレター・エディションが発売され、後者の二種は、キングとイラストレーターのサイン入りであった。2013年3月1日、キングの公式サイトでは、ブックカバーが発表された。
2013年8月に、イギリスの出版社Hodder & Stoughtonは、200部限定でキングによるサイン入りのコレクターズ・エディションの発売を発表した。
2013年9月13日に、エンターテイメント・ウィークリー・マガジンによって、抜粋版が発表された。

## 映画
2019年に映画化された（en:Doctor Sleep (2019 film)）。
1977年に発表された原作小説「シャイニング」の続編であると同時に、1980年に実写化されたスタンリー・キューブリック監督の映画版『シャイニング』等の要素も取り入れている。監督、脚本、編集をマイク・フラナガンが務めている。PG12指定。
ワーナー・ブラザースは、2013年に同名原作小説「ドクター・スリープ」が発表された直後から実写化を進めてきた。脚本家のアキヴァ・ゴールズマンが脚本を完成させたが、ワーナーは2017年の同じくスティーブン・キング原作のホラー映画『IT/イット “それ”が見えたら、終わり。』が興行的成功を収めるまで、予算を保証しなかった。その後、フラナガンがゴールズマンによる脚本の再執筆及び監督として採用された。フラナガンは、この作品を小説版シャイニング及び映画版シャイニングにおける差分を調和させるものであると語っている。
撮影は2018年9月にジョージア州アトランタ及び周辺地区で開始され、同年12月に終了した。ヨーロッパでは2019年10月31日、アメリカでは同年11月8日に公開された。概ね内容については高評価を得ているものの、152分の上映時間について一部から批判が出ている。また、興行収入が伸び悩んでおり、同時期に公開された同じくスティーブン・キングの小説を原作とした『IT/イット THE END “それ”が見えたら、終わり。』『ペット・セメタリー』の商業的成功を考慮すると、本作は期待外れであったと考えられている。

### あらすじ
1980年、オーバールックホテルでのトラウマとなった事件の後、ダニー・トランスと母ウェンディーはフロリダで暮らしている。ダニーは自宅の浴室内で、オーバールックホテル237号室に取り憑いてた腐敗した女性の亡霊に遭遇する。善き亡霊であるディック・ハロランはダニーに対し、現在ホテルは閉鎖されており、亡霊が餌を求めてダニーに取り憑いていることを伝える。また、ダニーの心の中にある虚構の「箱」の中に亡霊を封印する対抗策を指南する。ダニーは自宅の浴室に向かい、腐敗した女性の亡霊を封印する。一方、ローズ・ザ・ハット率いるヴァンパイア集団「トゥルー・ノット」は、シャイニングの能力を持った子どもたちを拷問及び殺害することによって発生する「生気」を貪ることによって生き長らえている。
2011年、ダン（ダニー）は、自身の能力であるシャイニングを抑圧するために酒に溺れ、アルコール中毒を患っていた。一晩限りの関係を持ったシングルマザーからお金を盗んだ後、自身がどん底に陥ってることに気づく。ニューハンプシャーの小さな街に移住し、アパートとアルコール中毒者支援団体を紹介してくれたビリー・フリーマンと友人になる。社会復帰の一環として、ダンはホスピスの従業員となり、亡くなる直前の患者を慰めるためにシャイニングを使用し、「ドクター・スリープ」と呼ばれるようになる。また同時期に、ダンよりも非常に強力なシャイニングの能力を持つ少女アブラ・ストーンからテレパシーで連絡を受けるようになる。一方、トゥルー・ノットでは、他人の肉体を操る能力を持ったティーンエージャー・アンディが新メンバーに迎え入れられる。
2019年、トゥルー・ノットは飢餓状態にあった。生気を貪るために、野球少年ブラッドリーを誘拐し、拷問死させる。アブラは事件を察知し、彼女の悲鳴がダンとローズに届く。ローズは強い能力を持ったアブラに照準を合わせ、生気を奪うことを企む。危険を察知したアブラは直接ダンに接触し、トゥルー・ノットを追跡するために一味が殺害時に身に着けていたブラッドリーのグローブを手に入れるよう依頼する。しかしダンは助けを拒絶し、安全のため能力を抑圧するよう提案する。その夜、ローズは意識を体から離脱させ、アメリカ全土を飛び回りアブラの意識に潜入する。しかし、アブラのトラップによりローズは重傷を負うこととなる。その後、トゥルー・ノットの長老であるグランパ・フリックが餓死したため、ローズは残ったメンバーにアブラを追跡させる。
ハロランはダンに最後の訪問をし、かつて自身がダンを守ったように、今度はダンがアブラを守るよう伝える。ダンはビリーに対してトゥルー・ノットの計画を打ち明け、二人でブラッドリーの殺害現場へ赴きグローブを回収するために死体を掘り起こす。その後二人はアブラの父デイブをアブラのボディーガードとして味方に引き入れ、アブラの計画どおり彼女の精神を地元のキャンプ場に囮として設置した。ダンとビリーはおびき寄せられたトゥルー・ノットの大半を射殺したが、アンディの能力によってビリーは自殺する。
一方、ローズの恋人であるクロウ・ダディは、アブラの自宅へ潜入後デイブを殺害し、薬でシャイニングの能力を抑圧したうえでアブラを車で拉致する。ダンは能力を使用してアブラに乗り移り、クロウの手を操り事故を誘発させる。クロウは事故死し、アブラは解放された。ダンとアブラが合流する一方で、ローズは貯蔵していた生気を全て貪り、傷を癒やして復讐を誓う。ダンは自身と同様にローズにとっても危険だと思われるオーバールックホテルにアブラを連れて行く。ダンはホテルのボイラーを起動し、眠りに落ちているホテルをシャイニングによって目覚めさせる。アルコール中毒であった父ジャックがホテルに取り込まれ妻ウェンディやダンを殺害しようとした部屋を再び訪れる。そしてホテルのバーでは、ロイドと自称するジャックの顔を持つバーテンダーと出会う。ダンは自身が20歳のときに母ウェンディが亡くなったことを伝えるも、妻の死を聞いても平静でいるバーテンダーに動揺する。バーテンダーはダンに対し、家族を養うために男にとって必要な「薬」と称してウィスキーを勧めるが、ダンはこれを拒絶する。
ローズがホテルに到着した後、ダンはホテルの庭にある生け垣の迷路に見立てた自身の精神世界にローズの意識を引き入れる。他の亡霊と同様に、虚構の箱にローズを閉じ込めようとするが失敗に終わる。ローズはダンのシャイニングに惹かれトゥルー・ノットへ勧誘するが、ダンは拒絶する。ローズがダンの生気を貪ろうしたため、ダンは虚構の箱を開きホテルに取り憑いていた亡霊を解放する。ローズを殺害し生気を貪った亡霊はダンの体を乗っ取る。斧を手にしたダンは、アブラを追跡し237号室へ追い詰める。アブラはホテルの亡霊に対して、既にダンがボイラーを起動し暴走しかけていることを伝えると、正気を取り戻したダンがアブラに逃げるよう叫ぶ。ダンは再度ホテルに取り憑かれボイラー室へと導かれるが、ボイラーを停止する前に正気を取り戻す。炎が部屋を飲み込むと、ダンは母ウェンディが幼少時代の自身を抱擁する幻覚を見る。ホテルの外ではアブラがなすすべもなく燃え落ちるホテルを眺めており、遠くから緊急車両のサイレンが近づいてくる。
時が過ぎて、アブラの部屋では、今後もトゥルー・ノットのような脅威に対応するため、シャイニングの能力を大事にするよう、ダンがアブラに伝えている。アブラの母が夕食のため彼女を呼びに来ると、ダンの亡霊は消え去る。死後の世界が存在しダンや父デイブは元気でいると伝えることで、アブラは母を慰めようとする。階段へ向かう途中、アブラは浴室に237号室の亡霊がいることに気づき、かつてダニーが行ったように亡霊に立ち向かう。

### キャスト
※括弧内は日本語吹替。劇場公開時は字幕版のみ。パッケージ化の際に収録された。
- ダニー（ダン）・トランス（英語版） - ユアン・マクレガー[24][25]（森川智之[26]）
  - 幼少期のダニー・トランス - ロジャー・デール・フロイド（佐藤美由希）
- ローズ・ザ・ハット（英語版） - レベッカ・ファーガソン[25][27]（皆川純子[26]）
- アブラ・ストーン - カイリー・カラン（英語版）（合田絵利[26]）
  - 幼少期のアブラ・ストーン - ダコタ・ヒックマン
- ビリー・フリーマン - クリフ・カーティス（白熊寛嗣[26]）
- ディック・ハロラン（英語版） - カール・ランブリー（麦人）
- クロウ・ダディ - ザーン・マクラーノン（桐本拓哉）
- スネークバイト・アンディ - エミリー・アリン・リンド（種市桃子）
- ジョン・ダルトン医師 - ブルース・グリーンウッド（金尾哲夫）
- バリー・ザ・チャンク - ロバート・ロングストリート（後藤光祐）
- グランパ・フリック - カレル・ストルイケン（木村雅史）
- デイビッド・ストーン - ザッカリー・モモー（英語版）（奈良徹）
- ルーシー・ストーン - ジョスリン・ドナヒュー（英語版）（清水はる香）
- バーテンダー / ジャック・トランス（英語版） - ヘンリー・トーマス（遠藤純一）
- ウェンディ・トランス（英語版） - アレックス・エッソー（英語版）（大津愛理）
- チャーリー - ジョージ・マンガート（後藤ヒロキ）
- ブラッドリー・トレバー - ジェイコブ・トレンブレイ（れいみ）
- ディーニー - チェルシー・タルマッジ（櫻庭有紗）
- バイオレット - ヴァイオレット・マッグロウ（和多田美咲）
- ミセス・ロバートソン - デイドラ・ムーア（渡辺ゆかり）
- ビジネスマン - ジェイソン・デイヴィス（野川雅史）

### 評価
本作は批評家から好意的に評価されている。映画批評集積サイトのRotten Tomatoesには292件のレビューがあり、批評家支持率は77%、平均点は10点満点で7.01点となっている。サイト側による批評家の見解の要約は「『ドクター・スリープ』はオリジナル版の設定を無視せずにキューブリック版及びキング版のファン両方を楽しませることに成功した」となっている。
映画監督のクエンティン・タランティーノは本作を絶賛し、2019年のお気に入りの映画のひとつであると発言した。

## 関連作品
- シャイニング (映画)
- シャイニング (テレビドラマ)
- RWBY - 映画版の劇中でフィギュア人形、ポスターなど随所に現れる白髪の少女はRWBY登場人物のエメラルドで、監督のマイク・フラナガンがRWBYファンであることからオマージュされている。